# Arjan Jagt
Arjan Jagt (Assen, 1 september 1966 – oktober 2024) was een Nederlands wielrenner. Jagt maakte in de jaren 80 deel uit van de nationale selectie van bondscoach André Boskamp. Hij kwam drie jaar uit voor ploegen van Jan Raas en reed nog een jaar in twee Amerikaanse ploegen. Jagt was beroepsrenner tussen 1988 en 1991.
Jagt was piloot van personenvliegtuigen.
Arjan Jagt overleed eind oktober 2024 op 58-jarige leeftijd.

## Belangrijkste overwinningen
1985
- 4e etappe Sealink Race
- Proloog Westfriese Dorpenomloop
- 2e etappe Westfriese Dorpenomloop
- Eindklassement Westfriese Dorpenomloop

1986
- Proloog Ronde van Oostenrijk
- 3e Wereldkampioenschap  op de weg Amateurs (Colorado Springs)

1987
- Ronde van Limburg
- 2e Nederlands Kampioenschap ( Limburg)

1988
- GP Kanton Aargau
- 4e etappe Ronde van Griekenland

1990
- San Antonio

1991
- Brasstown Band

## Resultaten in voornaamste wedstrijden
|      | \| Jaar \| Waalse Pijl \| Clásica San Sebastián \| \| ---- \| ----------- \| --------------------- \| \| 1988 \| \| 106e \| \| 1989 \| 57e \| 99e \| |                       |
| Jaar | Waalse Pijl | Clásica San Sebastián |
| 1988 | | 106e                  |
| 1989 | 57e | 99e                   |

Wielerploegen van Arjan Jagt
Cornelisse ·
Ducrot ·
Emonds ·
Gölz ·
Hanegraaf (tot 30/06) ·
Heylen ·
Jagt ·
Jakobs ·
Maassen ·
Nijdam ·
van Passel ·
Peeters ·
Pevenage ·
Poels ·
van Poppel ·
Solleveld ·
E. Van Hooydonck · 
G. Van Hooydonck ·
Verhoeven ·

Vlassaks ·
Wijnands
Cordes ·
Fuchs ·
Gansler ·
Godimus ·
Gölz ·
Heylen ·
Jagt ·
Jakobs ·
Maassen ·
Mattheus ·
Nijdam ·
Poels ·
Segers ·
Solleveld ·
Tolhoek ·
E. Van Hooydonck · 
G. Van Hooydonck ·
Verhoeven (tot 31/07) ·
de Vries ·
Wijnants